# Oberea ferruginea
Oberea ferruginea là một loài bọ cánh cứng trong họ Cerambycidae.